# حيز محيط بالمح
الحيز المحيط بالمح(بالإنجليزية: perivitelline space)‏ هو الحيز الواقع بين المنطقة الشفافة والغشاء الخلوي للخلية الويضية أو البويضةالمخصبة. في منع تعدد الإمناء البطيء، يتم ترسيب الحبيبات القشرية المنبعثة من البويضة في الحيز المحيطي. تتسبب السكريات المتعددة التي تطلق في الحبيبات في تضخم هذا الحيز، مما يدفع المنطقة الشفافة إلى الابتعاد عن البويضة. تتسبب إنزيمات الهيدوليز التي تطلقها الحبيبات في تفاعل المنطقة، مما يزيل ربيطات ZP3 من المنطقة الشفافة.

## أهمية سريرية
من الناحية السريرية، الحيز المحيط بالمح ذو أهمية لأنه المنطقة التي يستقر فيها الجسم القطبي بعد الانقسام المنصف.

## روابط خارجية
- صور نسيجية: 14805loa — نظام تعلم علم الأنسجة في جامعة بوسطن